# Ludwig Persius
Friedrich Ludwig Persius (Potsdam, 1803. február 15.  – Potsdam, 1845. július 12.) porosz építész, Karl Friedrich Schinkel tanítványa. Többek között segített Schinkelnek a Charlottenhof-palota és a potsdami Sanssouci Park római fürdőjének felépítésében. Részt vett a Nagy szökőkút (a Sanssouci-palota előtt), a Béketemplom, a Narancsház (Orangerie) és a Normann-torony (a Ruinenbergen, a Sanssouci palotával szemben) építésében is.

## Élete
Christian Friedrich Persius (1743–1811) kereskedő és felesége, Maria Regina Koch fia, Potsdamban járt polgári- és középiskolába. 1817-től 1819-ig Gotthilf Hecker építési felügyelőnél dolgozott; közben beiratkozott az acs szakmát tanulni. 1819-től a berlini építőakadémián tanult, és 1821 márciusában letette a földmérői vizsgát. Építésvezetőként dolgozott Potsdamban, többek között Karl Friedrich Schinkel keze alatt a kastély és a templom építésén Potocki gróf Krakkó melletti birtokán. 1824-ben a Berlini Építészszövetség tagja lett. A Glienicke-kastélyban Schinkel vezetésével építészként dolgozott. 1826-ban letette az építőmesteri vizsgát a berlini építőakadémián, majd Charlottenhofban építésvezető lett.
1827-ben feleségül vette Pauline Sellót (1808–1883), a híres Sello kertészcsaládból származó Hermann Ludwig Sello nővérét. Ebből a házasságból származtak Elisabeth (1829–80) és Marie (1834–47) nevű lányai, valamint Ludwig Paul (1832–1902), Reinhold (1835–1912), Conrad (1836–1903) és Félix (1842)–1885) nevű fiai.
1829-ben a királyi kormányzat építési felügyelője lett Potsdamban. Első önálló építkezésére 1833-ban került sor: a művészmalmot (a római fürdő közelében) Handmann kertész lakóházává alakította át. 1834-ben a királyi udvar építési felügyelője lett.
1840-ben egy rajnai kirándulásra vállalkozott, amelyen többek között Heidelbergbe és Bacharachba, valamint a Stolzenfels-kastélyhoz és a koblenzi Ehrenbreitstein-erődhöz is eljutott. 1841-ben Párizsba utazott, és ellátogatott Münchenbe, Strasburgba, Andernachba, Rolandseckbe, Bad Godesbergbe és Kölnbe is. 1842-ben újabb utazást tett: Lehnin, Chorin, Halle érintésével, egészen Erfurtig eljutott.
1841-ben kinevezték IV. Frigyes Vilmos porosz király udvari építészének. 1842-ben királyi építésügyi tiszt és az építési főigazgatóság tagja lett. 1843/44-ben Persius többek között Pückler-Muskau hercegnek is dolgozott.
1843-ban újabb útja vezetett a Rajnához (beleértve Bingent, Bad Godesberget és Triert is). 1844-ben Bad Muskauba és Hollandiába, 1845-ben Itáliába utazott: Nîmes-n, Marseille-en és Genován keresztül Rómába, Nápolyba, Vicenzába, Padovába, Velencébe és Veronába.
1845-ben 1842. október 12-ére visszamenőleges hatállyal kinevezték vezető építési tisztnek. 1845 júliusában, negyvenkét évesen halt meg, és a Hermann Sello Családi Alapítvány temetőjében temették el, amely a Potsdam melletti bornstedti temető része.

## Alkotásai

### Épületek Schinkellel együttműködésben
- 1821, kastély és templom Potocki gróf birtokán, Krakkó mellett
- 1829–32, kertészház a Sanssouci parkban a római fürdő közelében

### Fennmaradt épületei

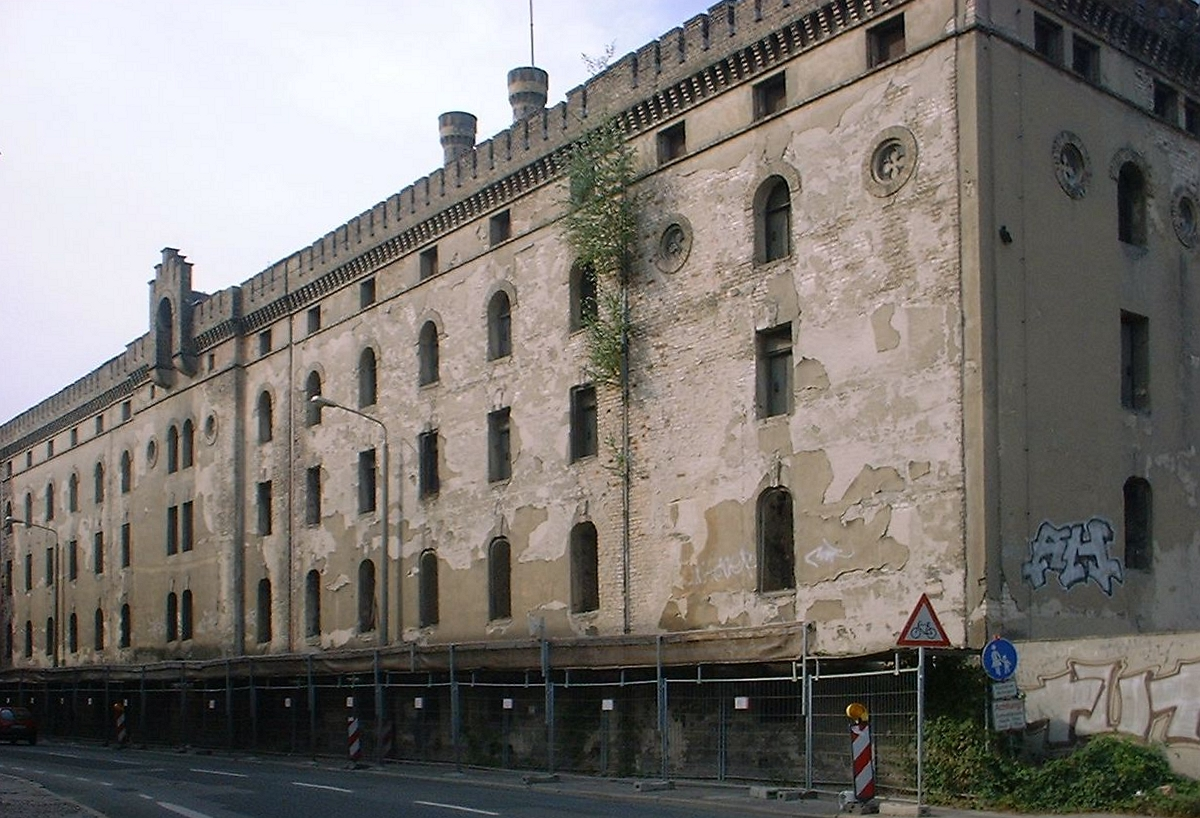
Gabonaraktár Potsdamban

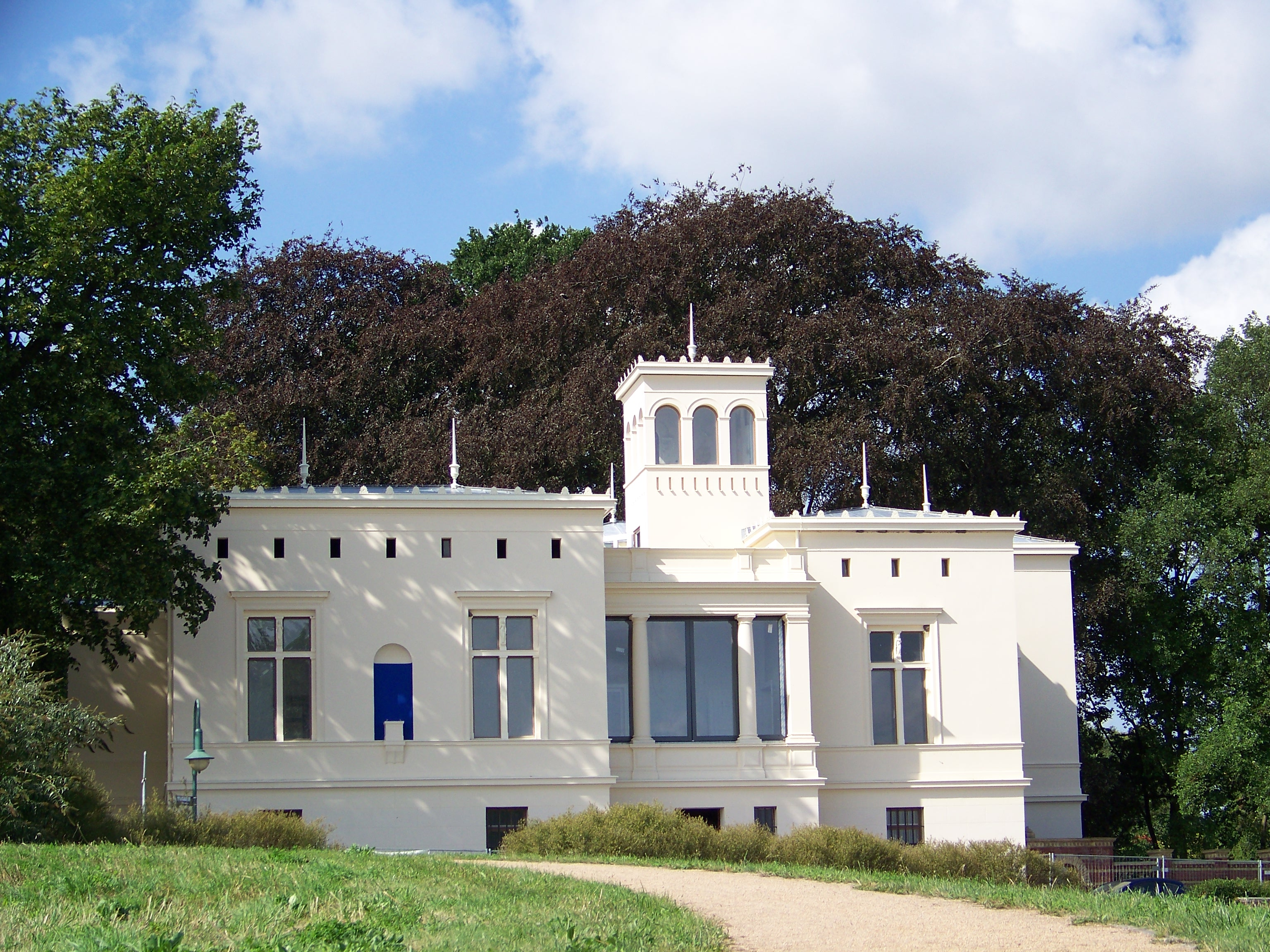
Villa Schöningen

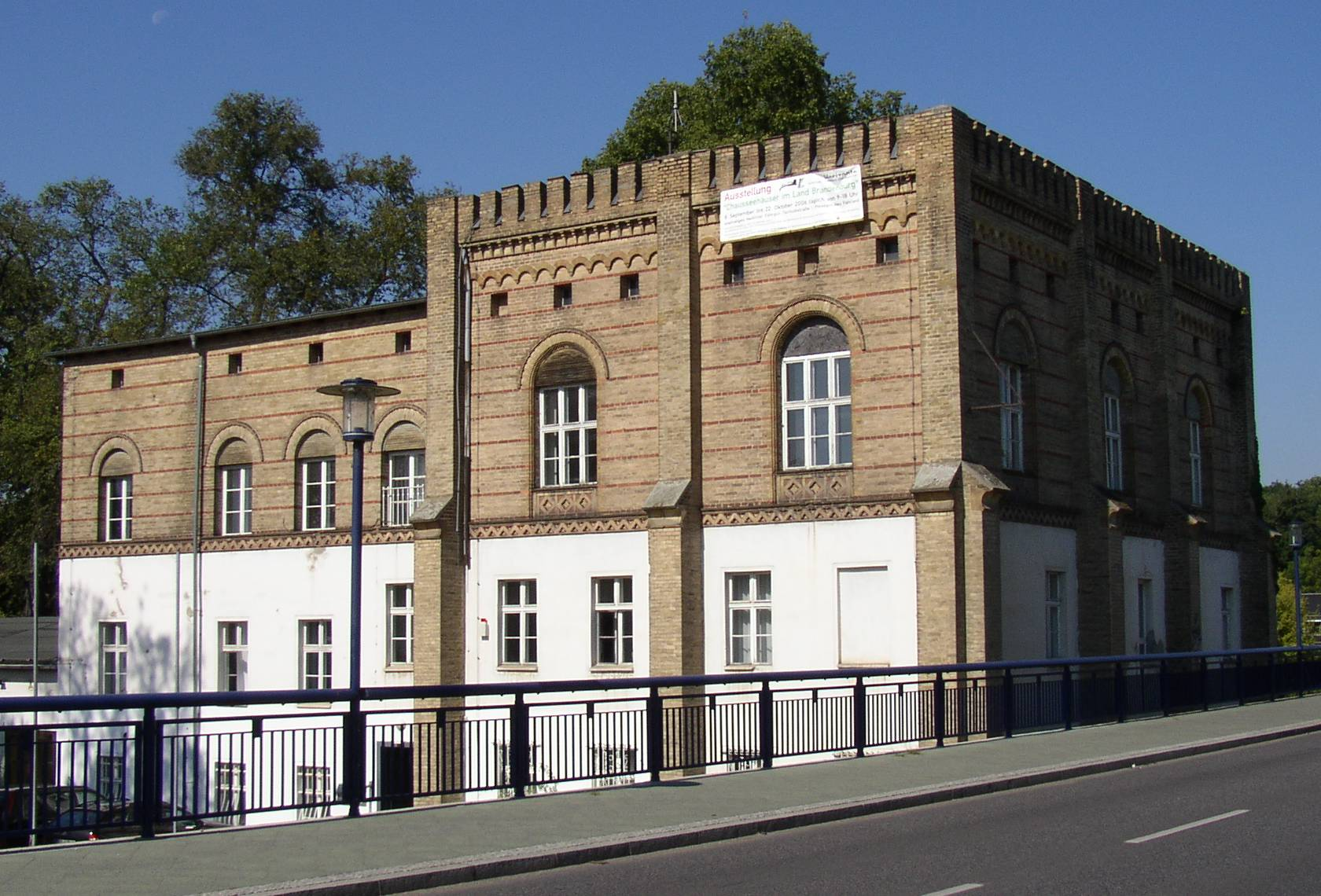
Nedlitz, révátkelő

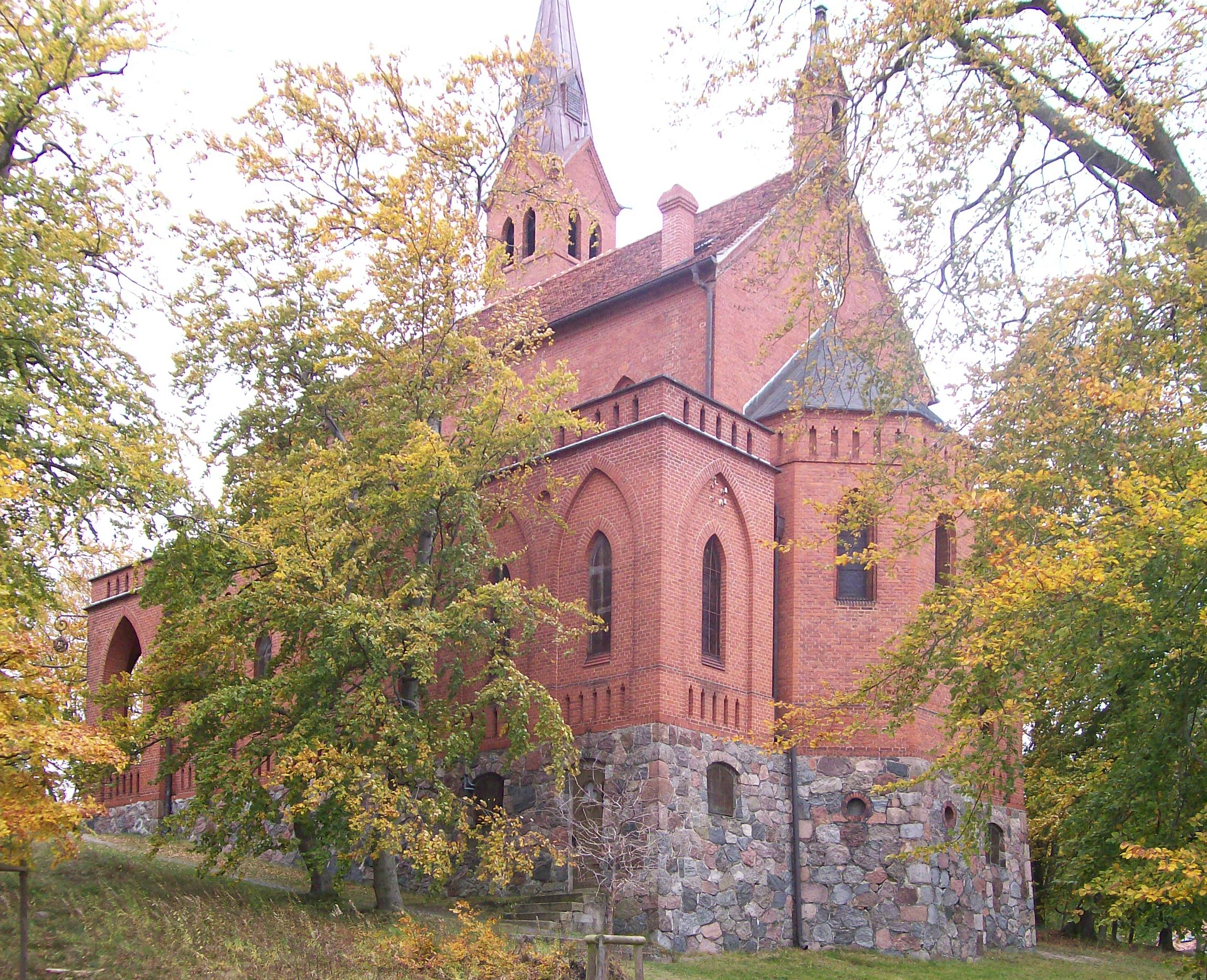
Templom az erdőben Heringsdorfban

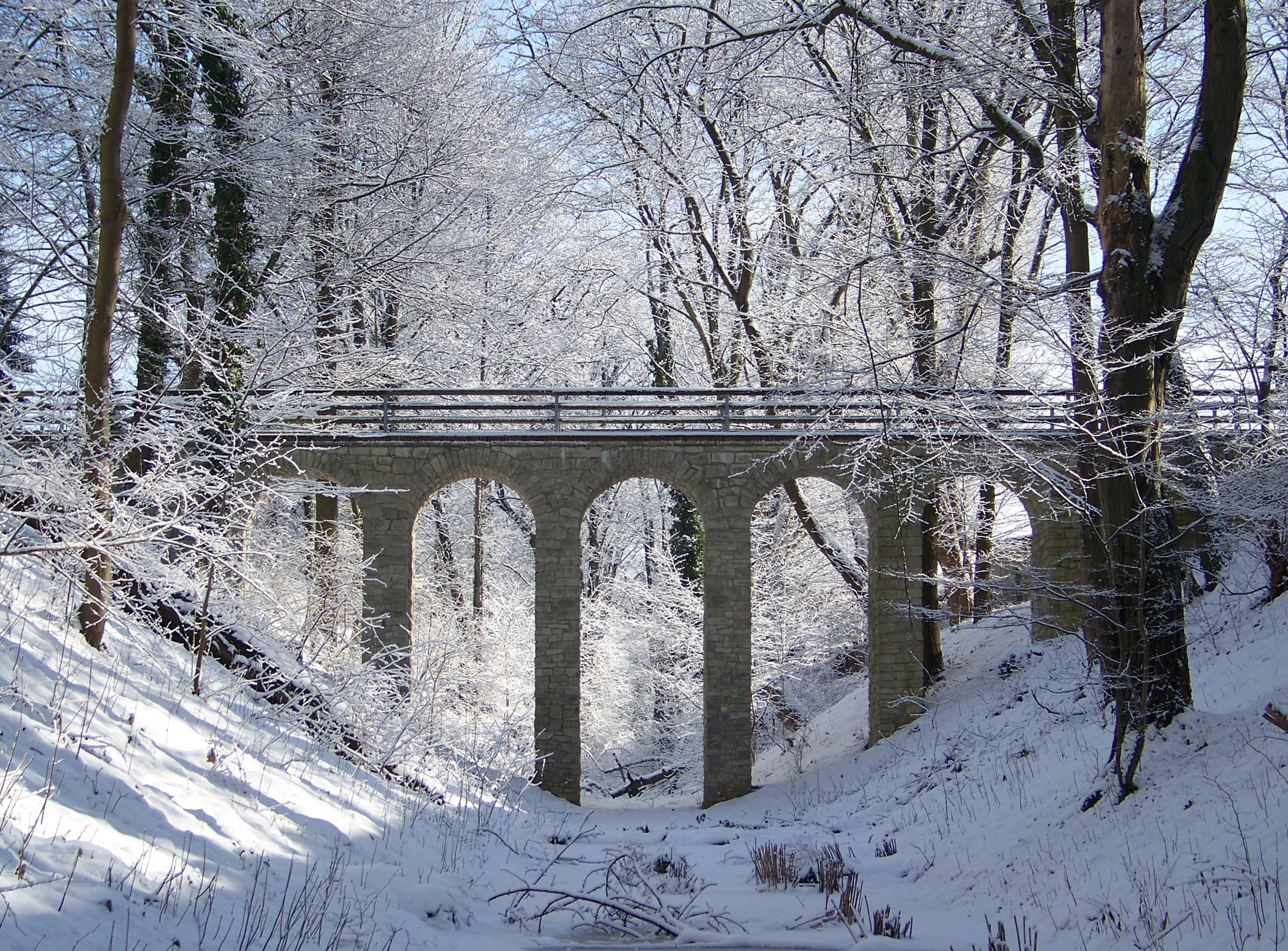
A Teufelsgraben-híd Potsdamban

- 1833, Handmann háza a Sanssouci parkban a római fürdő közelében
- 1834/35, Uetz komp és halászház (Uetz-Paarenben, Potsdam közelében)
- 1837/38, von Schierstedt-kastély Gräben-Dahlenben
- 1838/39, kertész és gépház, Ördöghíd, valamint a Glienicke Park narancsháza és üvegházak (Berlin-Wannsee-ben)
- 1840, Stibadium a Glienicke Parkban (Berlin-Wannsee-ben)
- 1840/41, kacsafogó létesítmény a Potsdami Vadasparkban (Geltowban, Schwielowsee település) és a Sanssouci-palota oldalszárnyainak felújítása
- 1840–1842, a Glienicke-palota újjáépítése (Berlin-Wannsee-ben)
- 1841, Prinzliche Unterförsterei Moorlake (Berlin-Wannsee-ben); a Béketemplom első tervei (1844-ben készültek)
- 1841/42, Hirschtor a Glienicke Parkban; első, második és harmadik erdésztelep és a természetvédőház a vadasparkban; A St. Nikolai-templom kupolájának tervei (befejezve 1850-ben)
- 1841–1843, a Királyi Civilkabinetház (Potsdam, Allee nach Sanssouci 6. sz.) rekonstrukciója; Hofgärtnerhaus Sello (ma: Kache-villa, Potsdam, Maulbeerallee 2.); Gőzgépház Sanssouci számára (Potsdam, Breite Straße 28.); Az egykori porosz tengeri kereskedelem gőzmalma (Potsdam, Zeppelinstrasse 136., 2016 óta a szellemi fogyatékosok első szakképző központja)
- 1841–1844, Heilandskirche és római pad Potsdam-Sacrowban (Krampnitzer Straße 9.); Szökőkutak és kisépületek a Sanssouci Parkban; Átrium és pergola a Paradiesgärtleinben (1848-ig kivitelezve; Maulbeerallee, jelenleg a Potsdami Egyetem Botanikus Kertjének része)
- 1842, a képgaléria északi bővítése és az Új Kamrák felújítása (a Sanssouci-palotától nyugatra); A Ruinenberg exedra terve (1843/44-ben készült)
- 1842–44, Fasanerie Charlottenhof (Potsdam, Zwilling-Scholl-Straße 36.)
- 1842/43, a gabonahombár terve az ellátási iroda helyiségében (Potsdam, Leipziger Straße 7/8); Jägertor a Glienicke Parkban (Berlin-Wannsee-ben)
- 1843, svájci stílusú tengerészház a Glienicke Parkban (Berlin-Wannsee-ben); A Villa Tieck terve (1845/46-ban készült; Potsdam, Schopenhauerstrasse 24.); Az Ahok lakóépület terve (1845-ben készült; Potsdam, Weinbergstrasse 9.); A Villa Illaire (korábban Voss udvari kertész otthona, 1846-ig készült el) felújításának tervei
- 1843/44, Brandt-ház (Potsdam, Zeppelinstrasse 189.); Orangerie a Fürst-Pückler-Parkban, Bad Muskau; Viadukt Potsdam-Bornstedtben (Teufelsgrabenbrücke a Bornstedt áttörés felett); Prédikátorház Lehninben; Az Újkert tejüzemének rekonstrukciója és bővítése
- 1843–1845, a Babelsberg-palota bővítése; Gépház és kapuház Potsdam-Babelsbergben ; Villa Tiedke (Potsdam, Reiterweg 1.); Villa Schöningen (Potsdam, Berliner Straße 86.)
- 1844, a Lindstedt-palota tervei (módosítva; Potsdamban); A ruinenbergi Normann torony terve (1845-ben Ferdinand von Arnim udvari építész vezetésével); Tervezés a Nedlitzer Fährgutshaushoz Révház (Potsdam-Neu Fahrland, Tschudistraße 1.); Bornim-tanya (csak a torony maradt meg; Potsdam, Max-Eyth-Allee); Rietz ácsmester otthona (Potsdam-Bornstedt, Ribbeckstrasse 22.); A saarmundi templom terve (1846–48)
- 1844–1846 A Tiedke villa építése (Potsdamban, Reiterweg 1)
- 1844/45, a Minerva Lodge felújítása (Potsdamban, Kiezstraße 10)
- 1845, farm a Glienicke Parkban (Berlin-Wannsee); Tervezés a heringsdorfi erdőben lévő templom számára (végrehajtás 1846–48); A berlini Bethanien Kórház terve, 1847-ig Theodor August Stein és Friedrich August Stüler tervei alapján

### Elpusztult épületei

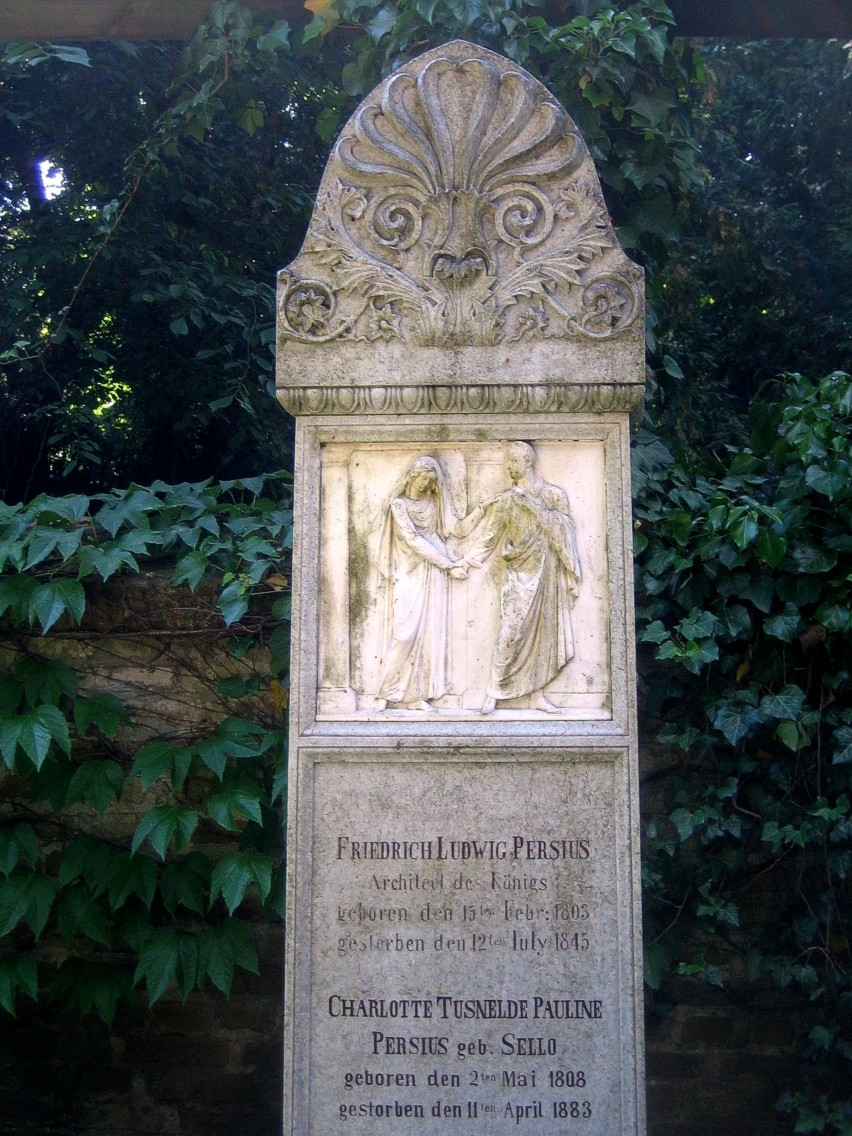
Sírja a Potsdam melletti bornstedti temetőben

- 1835–39, Villa Jacobs (1981-es tűzvész után lebontották, 2006–2008-ban újjáépítették a megőrzött alapon)
- 1837, Villa Persius (a második világháborúban elpusztult, 2014-ben újjáépítették a történelmi kubatúrában)
- 1837, istállóépület (svájci ház) a történelmi malomnál a Sanssouci Parkban
- 1842, sétahíd a potsdami városi csatornán
- 1842/43, Kneib gőzvágó malom
- 1842/43, Jacobs-cukorgyár
- 1844, a Nedlitzer Nordbrücke tervezése (1853/54-ben Carl Ferdinand Busse készítette, 2001-ben a műemlékvédelem ellenére lebontották)
- 1844, a Sacrower komp bérlőházának átalakítása „Zum Doctor Faust” fogadóvá Potsdam-Sacrowban (1961-ben bontották le, amikor a határzárat építették)
- 1845–51, a Barberini-palota rekonstrukciója, Ludwig Ferdinand Hesse (a második világháborús pusztulása után 2016-ig rekonstruálva)

## Fordítás
- Ez a szócikk részben vagy egészben  a   Ludwig Persius című német Wikipédia-szócikk ezen változatának fordításán alapul.  Az eredeti cikk szerkesztőit annak laptörténete sorolja fel. Ez a jelzés csupán a megfogalmazás eredetét és a szerzői jogokat jelzi, nem szolgál a cikkben szereplő információk forrásmegjelöléseként.